# Зіньківська Євгенія Тимофіївна
Євгенія Тимофіївна Зіньківська (нар. 1921, село Покровське, тепер Бахмутського району Донецької області — ?) — українська радянська діячка, новатор сільськогосподарського виробництва, агроном Покровської МТС і колгоспу імені Чапаєва (імені Леніна) Артемівського району Донецької області. Депутат Верховної Ради УРСР 4—6-го скликань. Герой Соціалістичної Праці (17.06.1949).

## Біографія
Народилася у селянській родині. У 1940 році закінчила середню школу в селі Михайлівці Сталінської області.
У 1947 році закінчила Дніпропетровський сільськогосподарський інститут.
З 1947 року — агроном ордена Леніна колгоспу імені Сталіна села Привілля Артемівського району Сталінської області. У 1948 році отримала урожай пшениці 32,2 центнера з гектара на площі 150 гектарів.
До 1958 року — агроном Покровської машинно-тракторної станції (МТС) по колгоспу імені Чапаєва Артемівського району Сталінської області.
З 1958 року — агроном колгоспу імені Чапаєва (імені Леніна) села Покровського Артемівського району Сталінської (Донецької) області.
Потім — на пенсії у селі Міньківці Артемівського (Бахмутського) району Донецької області.

## Нагороди
- Герой Соціалістичної Праці (17.06.1949)
- орден Леніна (17.06.1949)
- ордени
- медалі
- почесна Грамота Президії Верховної Ради УРСР (7.03.1960)
- заслужений агроном Української РСР (1967)